# روبرت إنجلوند
روبرت بارتون إينجلوند (بالإنجليزية: Robert Englund) ، من مواليد 6 يونيو 1947، ممثل أمريكي معروف، شارك في عدة أفلام، ومنها مثل في دور الجزار المتوحش «فريدي كروغر».

## وصلات خارجية
- Robert Englund's official website
- روبرت إنجلوند على موقع IMDb (الإنجليزية)
- روبرت إنجلوند على موقع روتن توميتوز (الإنجليزية)
- روبرت إنجلوند على موقع ألو سيني (الفرنسية)
- روبرت إنجلوند على موقع تيرنر كلاسيك موفيز (الإنجليزية)
- روبرت إنجلوند على موقع أول موفي (الإنجليزية)
- روبرت إنجلوند على موقع قاعدة بيانات الأفلام السويدية (السويدية)
- روبرت إنجلوند على موقع إن إن دي بي (الإنجليزية)
- روبرت إنجلوند على موقع قاعدة بيانات الفيلم (الإنجليزية)
- روبرت إنجلوند على موقع كينوبويسك (الروسية)
- Robert Englund interview with the Horror Asylum
- Robert Englund interview by Ladyghost
- Robert Englund interview by AOL Canada
- Robert Englund interview with The Phantom Zone نسخة محفوظة 4 فبراير 2012 على موقع واي باك مشين.